# Bombus religiosus
Bombus religiosus (saknar svenskt namn) är en insekt i överfamiljen bin (Apoidea) och släktet humlor (Bombus) som lever i Centralasien.

## Beskrivning
Drottningen är påtagligt stor, omkring 21 mm; arbetarna och hanarna är tydligt mindre, 13 till 16 mm respektive 15 till 17 mm. Förutom storleksskillnaden är de tre kasterna tämligen lika: Huvudet är övervägande gult liksom ovansidan av mellankroppen; den senare har ett svart band mellan vingfästena. Mellankroppens sidor är vita. Det främsta bakkroppssegmentet är gult, följt av två svarta segment. Resten av bakkroppen är vit; dock kan den ha mörka markeringar mitt på ryggen. Tungan är lång, och vingarna bruna.

## Ekologi
Arten förekommer mindre vanligt i bergen på höjder mellan 1 500 och 4 100 m. Arten vistas framför allt på öppna ängar nära bergsbäckar, där den besöker blommor med djupa kalkar, som arter från kransblommiga växter (bland annat salvior) och ranunkelväxter (stormhattar och riddarsporrar). Flygperioden varar från juni till början av oktober.

## Utbredning
Bombus religiosus finns från östra Tibet till de angränsande kinesiska provinserna Sichuan och Yunnan.